# Никола Седлак
Никола Седлак (Суботица, 13. децембар 1983) је српски шаховски велемајстор. Освајач је појединачне златне медаље на Шаховској олимпијади (2014) и на Појединачном отвореном првенству Еропе у шаху (2007). Написао је четири књиге о шаху.

## Каријера
Седлак је 2000. године освојио Омладинско првенство Југославије у шаху за узраст до 18 година. 2001. освојио је сребрну медаљу на Омладинском првенству Југославије у шаху за узраст до 20 година. 2010. године освојио је Првенство Србије у шаху, а 2014. бронзану медаљу.
Седлак је победник многих међународних шаховских турнира, укључујући освајање или дељење првог места у Будимпешти (1999), Пули (2003), Купу Северног мора у Есбјергу (2004), Суботици (2005), Задру (2007), Меморијалу Боре Костића у Вршцу (2008), Сарајеву (2009). 2007. у Арвијеу је освојио 3. Појединачно отворено првенство у шаху.
Седлак је играо за Југославију и Србију на следећим Шаховским олимпијадама:
- 2006 — 37. шаховска олимпијада у Торину:
  - Играо на другој табли  (4 победе, 4 ремија, 4 пораза)
- 2010 — 39. шаховска олимпијада у Ханти-Мансијску:
  - Играо на првој табли (2 победе, 5 ремија, 3 пораза)
- 2012 — 40. шаховска олимпијада у Истанбулу:
  - Играо на четвртој табли (5 победе, 4 ремија, 0 пораза)
- 2014 — 41. шаховска олимпијада у Тромсоу:
  - Играо на четвртој табли (5 победе, 3 ремија, 0 пораза) — освојио појединачну златну медаљу,
- 2016 — 42. шаховска олимпијада у Бакуу:
  - Играо на трећој табли (0 победа, 3 ремија, 4 пораза).[4]

Седлак је играо за Југославију и Србију на следећим Европским екипним првенствима у шаху:
- 2003. на резервном одбору на 14. Европском екипном првенству у Пловдиву (0 победа, 2 ремија, 1 пораз),
- 2007. на резервној табли на 16. Европском екипном првенству у Ираклиону (3 победе, 2 ремија, 3 пораза),
- 2009. на другој табли 17. Европског екипног првенства у Новом Саду (2 победе, 3 ремија, 3 пораза),
- 2015. на четвртој табли на 20. Европском екипном првенству у Рејкјавику (2 победе, 4 ремија, 2 пораза),
- 2017. на резервној табли на 21. Европском екипном првенству у Херсонису (3 победе, 2 ремија, 0 пораза),
- 2019. на другој табли на 22. Европском екипном првенству у Батумију (3 победе, 2 ремија, 4 пораза).[6]

Никола Седлак је 2000. добио је титулу ФИДЕ међународног мајстора, а 2003. добио је титулу ФИДЕ велемајстора.

## Књиге
- Winning with the Modern London System 2016.  9788394536206.
- Winning with the Modern London System, part 2 2017.  9786158071338.
- Playing the Stonewall Dutch: A Bold Repertoire 2020.  9781784831097.
- The London System: The Adventure Continues! 2022.  9788682410027.